# Spirit (àlbum)
Spirit és el catorzè àlbum d'estudi de la banda britànica de música electrònica Depeche Mode. La seva data de publicació fou el 17 de març de 2017 i fou enregistrat als Estats Units, Santa Bàrbara i Nova York, amb la producció de James Ford.

## Llista de cançons
| Núm. | Títol                             | Durada |
| ---- | --------------------------------- | ------ |
| 1.   | «Going Backwards»                 |        |
| 2.   | «Where's the Revolution»          |        |
| 3.   | «The Worst Crime»                 |        |
| 4.   | «Scum»                            |        |
| 5.   | «You Move»                        |        |
| 6.   | «Cover Me»                        |        |
| 7.   | «Eternal»                         |        |
| 8.   | «Poison Heart»                    |        |
| 9.   | «So Much Love»                    |        |
| 10.  | «Poorman»                         |        |
| 11.  | «No More (This Is The Last Time)» |        |
| 12.  | «Fail»                            |        |

| 1. | «Cover Me (Alt Out)»         |  |
| 2. | «Scum (Frenetic Mix)»        |  |
| 3. | «Poison Heart (Tripped Mix)» |  |
| 4. | «Fail (Cinematic Cut)»       |  |
| 5. | «So Much Love (Machine Mix)» |  |

## Crèdits
Depeche Mode
- Dave Gahan − cantant
- Martin Gore − guitarra elèctrica, teclats, cantant (Eternal, Fail), veus addicionals
- Andy Fletcher − teclats, veus addicionals

Producció
- James Ford − producció
- Matrixxman − programació
- Brian Lucey − masterització
- Anton Corbijn − portada